# Campeonato Sul Americano de Acesso de 1962
O Campeonato Sul Americano de Acesso de 1962 foi a primeira edição do Campeonato Sul Americano de Acesso, um campeonato entre seleções nacionais formadas somente por atletas que não disputavam a 1a divisão nacional. Foi disputado de 25 de janeiro a 5 de fevereiro daquele ano, e teve como sede a cidade de Lima, no Peru.
Disputado em formato todos contra todos uma única vez, havia uma peculiaridade estabelecida nas regras do torneio: duas equipes poderiam ser campeãs em caso de empate em número de pontos; haveria um jogo extra, e se a partida terminasse empatada ao final da prorrogação, ambas seriam declaradas campeãs. No total, dez jogos foram disputados em durou menos de duas semanas e com confrontos que eram sempre jogados à noite.
A seleção do Brasil (que foi carinhosamente apelidada de "Seleacesso") foi representada por jogadores do interior paulista e sagrou-se campeão do torneio, com 3 vitórias e 1 empate.

## Os Confrontos
| Data       | Equipe 1  | Placar | Equipe 2  | Ref.  |
| ---------- | --------- | ------ | --------- | ----- |
| 25/01/1962 | Argentina | 3 x 2  | Paraguai  | [ 2 ] |
| 25/01/1962 | Brasil    | 3 x 2  | Chile     | [ 2 ] |
| 28/01/1962 | Peru      | 2 x 4  | Chile     | [ 2 ] |
| 29/01/1962 | Brasil    | 3 x 2  | Paraguai  | [ 2 ] |
| 30/01/1962 | Peru      | 1 x 3  | Argentina | [ 2 ] |
| 30/01/1962 | Paraguai  | 0 x 1  | Chile     | [ 2 ] |
| 02/02/1962 | Peru      | 1 x 0  | Paraguai  | [ 2 ] |
| 03/02/1962 | Brasil    | 0 x 0  | Argentina | [ 2 ] |
| 05/02/1962 | Chile     | 2 x 2  | Argentina | [ 2 ] |
| 05/02/1962 | Peru      | 1 x 3  | Brasil    | [ 2 ] |

## Classificação Final
| Time      | Pts | J | V | E | D | GF | GC | SG |
| --------- | --- | - | - | - | - | -- | -- | -- |
| Brasil    | 7   | 4 | 3 | 1 | 0 | 9  | 5  | +4 |
| Argentina | 6   | 4 | 2 | 2 | 0 | 8  | 5  | +3 |
| Chile     | 5   | 4 | 2 | 1 | 0 | 9  | 7  | +2 |
| Peru      | 3   | 4 | 1 | 1 | 2 | 5  | 8  | −3 |
| Paraguai  | 0   | 4 | 4 | 0 | 0 | 4  | 8  | −4 |

| Campeonato Sul Americano de Acesso de 1962 |
| ------------------------------------------ |
| Brasil Primeiro Título                     |